# Весто Слайфер
Весто Мелвін Слайфер (англ. Vesto Melvin Slipher; 11 листопада 1875 — 8 листопада 1969) — американський астроном, член Національної АН США (1921).

## Наукова біографія
Родився в Малберрі (Індіана). У 1901 закінчив університет штату Індіана і з цього часу працював в Ловеллівській обсерваторії (з 1916 — директор).
Наукові роботи відносяться до астроспектроскопії. Методами спектроскопії визначив швидкості і періоди осьового обертання Марса, Юпітера, Сатурна, Урана; показав, що Венера обертається дуже повільно. Вперше отримав фотографії спектрів великих планет з досить високою дисперсією, що виявили структуру молекулярних смуг поглинання, які згодом були ототожнені Рупертом Вільдтом з смугами аміаку і метану. Отримав підтвердження присутності міжзоряних ліній кальцію в спектрах великої кількості зірок в сузір'ях Персея, Скорпіона і Оріона; відкрив міжзоряний натрій. Виявив, що деякі дифузні туманності, наприклад туманність навколо Меропи в Плеядах, мають спектр, подібний до спектру зірок, що є свідченням пилової природи цих туманностей, які світяться відбитим світлом прилеглих зірок. Вперше спостерігав спектр туманності. Першим виміряв високі променеві швидкості кулястих скупчень і спіральних туманностей; у 1913 отримав для туманності Андромеди значення променевої швидкості, рівне 300 км/с. Одним з перших прийшов до висновку, що спіральні туманності є дуже далекими зоряними системами. Відкриття Слайфером величезних просторових швидкостей галактик послужило наглядовою основою теорій розширюваного Всесвіту. Вперше отримав докази обертання галактик і виміряв його швидкість для галактики NGC 4594 в сузір'ї Діви (1913—1914) і для туманності Андромеди (1915). Вивчив спектри випромінювання нічного неба, полярних сяйв, великої кількості зірок і комет. Керував пошуками передвіщеної Персівалем Ловеллом транснептунової планети, які в 1930 привели до відкриття Клайдом Томбо Плутона.
Член багатьох академій наук і наукових товариств.

## Відзнаки
- 1919 — Премія Ж.Ж.Ф.Лаланда Паризької АН.
- 1932 — медаль Генрі Дрейпера Національної АН США.
- 1933 — Золота медаль Лондонського королівського астрономічного товариства.
- 1935 — медаль Кетрін Брюс Тихоокеанського астрономічного товариства.

## Вшанування
На честь Весто Слайфера та його брата Ерла (1883—1964), теж астронома, названі кратер Слайфер на Місяці, кратер Слайфер на Марсі та астероїд 1766 Слайфер, відкритий 7 вересня 1962, за Астероїдною програмою штату Індіана.